# Harlequin Football Club

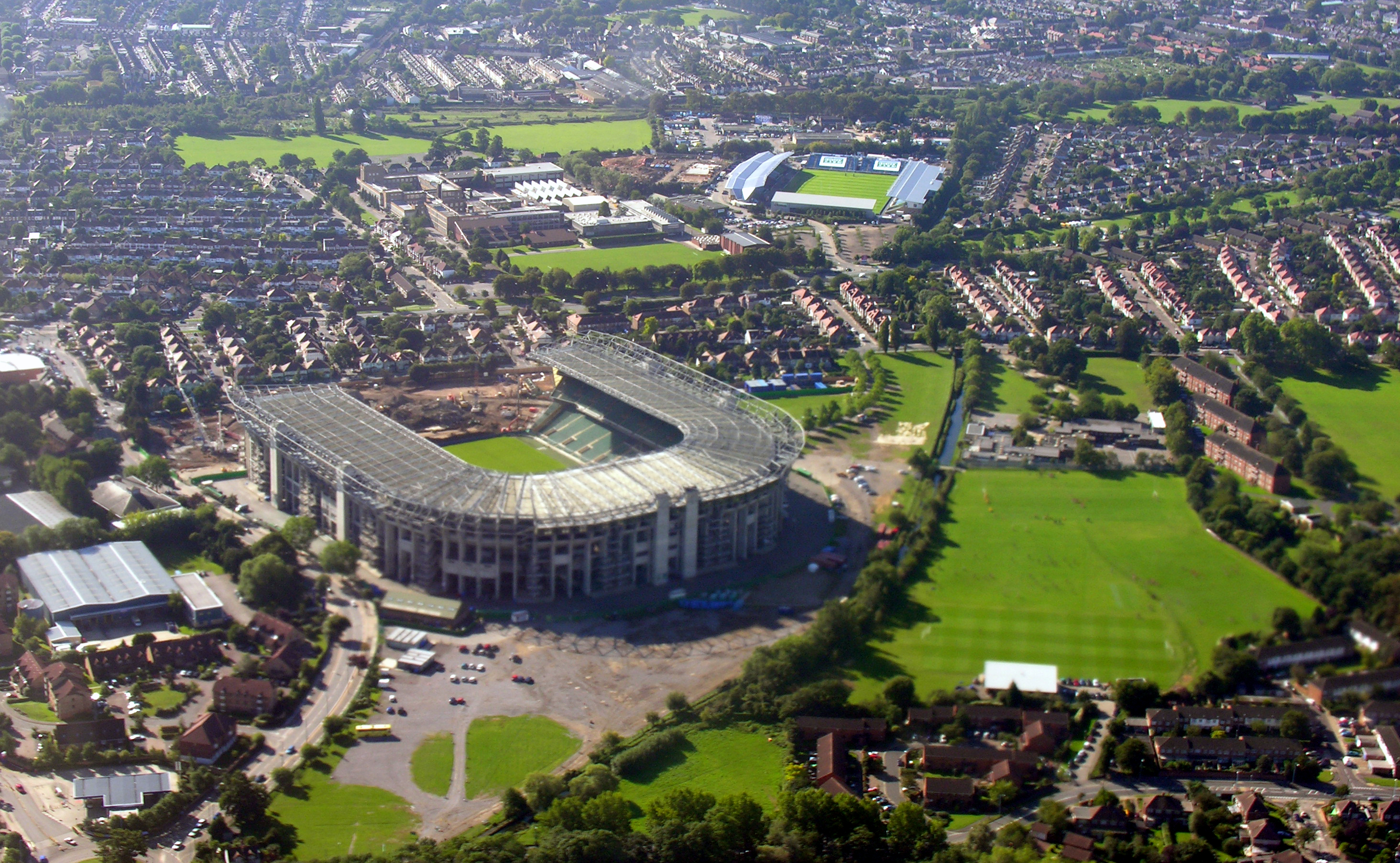
O Estádio de Twickenham no primeiro plano, com Twickenham Stoop, a casa de Harlequin FC, no segundo plano.

Harlequin Rugby Football Club é um clube de rugby da cidade de Londres, na Inglaterra, e compete atualmente na Aviva Premiership, o campeonato inglês de rugby. Foi fundado em 1866 e disputa desde 2008-09 a primeira divisão. Está localizado em Twickenham.

## Desempenhos passados

### Campeonato Inglês
A equipe do Harlequin participou desde a primeira temporada da Courage League, o nome da época do campeonato inglês. Permaneceu nela até que passasse a se chamar Zurick Premiership. Não chegou a conquistar nenhum título nacional. Entre 2001 e 2005, teve campanhas pífias, sendo rebaixado para a segunda divisão em 2005. Só voltou à elite novamente a partir da temporada 2006-2007, após o título da segunda divisão no ano anterior, comandado por Dean Richards, a liga já se chamando Guiness Premiership. Teve um grande desempenho na temporada 2008-09, ficando em segundo, e sendo eliminado nas semifinais dos playoffs. Na temporada 2011-2012 do Aviva Premiership, presente formato da competição, sagrou-se campeão inglês, feito que viria a repetir na temporada de 2020-2021.

### Copa da Inglaterra
Desde 1988, o Harlequin teve boas campanhas na Copa, como o título de 1988, e depois as três finais consecutivas em 1991, 1992 e 1993, sendo campeão da primeira delas. Foi vice-campeão novamente em 2001.

### Amlin Challenge Cup
Em 2001, a equipe do Harlequins participou e foi campeã da Amlin Challenge Cup, o segundo torneio europeu de clubes mais importante depois da Heineken Cup. Foi o primeiro clube não francês a conquistar o torneio, sagrando-se bicampeão do torneio em 2004 e conquistando seu terceiro título em 2011.

### Copa Europeia
No ano de 1997, o clube participou do campeonato continental mais importante da Europa, e fez boa campanha, chegando às quartas-de-finais, conseguindo desempenho semelhante na campanha do ano seguinte. Repetiu esse desempenho em 2009 também na temporada 2012-2013.